# Microspio arctica
Microspio arctica är en ringmaskart som beskrevs av Söderström 1920. Microspio arctica ingår i släktet Microspio och familjen Spionidae. Inga underarter finns listade i Catalogue of Life.